# Azlocil·lina
L'azlocil·lina és un antibiòtic ß-lactàmic derivat acil de l'ampicil·lina amb un espectre d'activitat estès i una major potència in vitro que les penicil·lines carboxíliques. Té una estructura similar a la de la mezlocil·lina i la piperacil·lina. Té una major activitat antibacteriana amb relació a les formes carboxi similars de la penicil·lina, i és activa contra una gran varietat de bacteris, incloent Pseudomonas aeruginosa i, a diferència de la majoria de cefalosporines, també mostra activitat contra enterococs.

## Mecanisme d'acció
L'azlocil·lina s'uneix a la proteïna d'unió amb la penicil·lina (PBP), situada a l'interior de la paret cel·lular del bacteri. Un cop unida, inhibeix l'última etapa de la síntesi de la paret cel·lular bacteriana mitjançant l'acilació del domini C-terminal de la transpeptidasa sensible a la penicil·lina, aturant així la reticulació de les cadenes de peptidoglicà.